# Tomentella subcinerascens
Tomentella subcinerascens är en svampart som beskrevs av Litsch. 1939. Tomentella subcinerascens ingår i släktet Tomentella och familjen Thelephoraceae.   Inga underarter finns listade i Catalogue of Life.